# Nekropole von Quitéria
Die bronzezeitliche Nekropole von Quitéria liegt am Fuße des Südabhanges des Monte Chãos, östlich von Sines im Distrikt Setúbal in Portugal. 
Die rechteckigen Steinkisten der Nekropole bestehen aus vier seitlichen Schieferplatten und einer monolithischen Abdeckung. Die etwa einen Meter langen Steinkisten enthielten im Allgemeinen Einzelbestattungen. Nur im Grab 24 lagen die Skelette von zwei gleichzeitig bestatteten Personen. Die Toten wurden als seitliche Hocker (in fötaler Position) niedergelegt und nicht mit Erde bedeckt. In den meisten Fällen wurden sie von einer Keramik begleitet. Manchmal wurden auch keine Beigaben niedergelegt. Selten waren relativ reiche Beigaben; zwei Keramiken, ein Kupferdolch und eine Halskette aus grünen und goldenen Perlen. Dies wurde als Reflexion einer Kultur interpretiert, die, obwohl bereits hierarchisch strukturiert, immer noch weitgehend auf verwandtschaftlichen Beziehungen beruhte und als Südwestbronze (portugiesisch Bronze do Sudoeste) bezeichnet wird. Auch außerhalb der Gräber wurde unversehrte oder fragmentierte, absichtlich deponierte Keramik gefunden.
In der näheren Umgebung befand sich die Siedlung in einem flachen, offenen Gebiet. Sie bestand aus organischem Material. Es gibt eine signifikante Veränderung der Bräuche gegenüber der vorausgehenden Kupferzeit. Die Welt der Toten ist nicht mehr von der der Lebenden getrennt. Die Wohn- und Bestattungsräume existieren Seite an Seite.
In der Nähe liegt die Nekropole do Pessegueiro.